# Malek Jandali

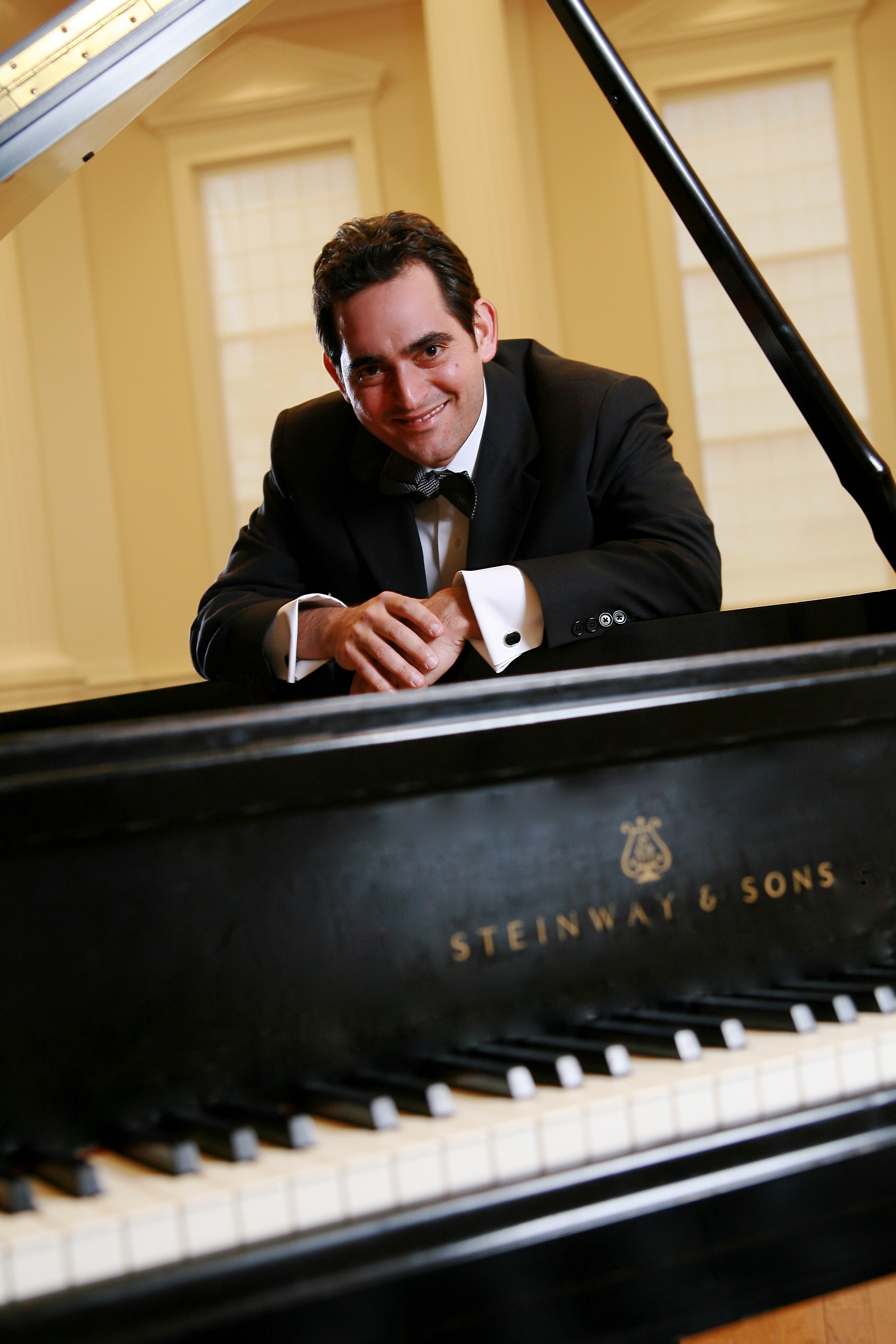
Malek Jandali 2007

Malek Jandali (arabisch مالك جندلي, DMG Mālik Ǧandalī; * 25. Dezember 1972 in Waldbröl) ist ein US-amerikanischer Komponist und Pianist deutscher Herkunft.

## Leben
Jandali wurde in Deutschland geboren, wuchs aber in Homs (Syrien) auf. Er spielte bereits als Kind Klavier und gewann 1988 den ersten Preis bei einem Nationalwettbewerb für junge Künstler in Syrien. Er studierte zunächst am Konservatorium in Damaskus und ging 1995 in die USA, um an der Kunstschule bei dem Komikzeichner Erik Larsen zu lernen, der u. a. für Marvel Comics arbeitet. Im Jahre 2004 machte er seinen Abschluss an der University of North Carolina at Charlotte.
Malek hat ein tiefes Interesse an der Musik für dramatische Zwecke und zeichnet oft Bilder für seine musikalische Inspiration. Seine Kompositionen reichen von Solo-Instrumentalstücken bis hin zu großen Ensemble- und Orchesterwerken. Er spielte unter anderem in London, Kairo, Damaskus, Istanbul, Paris, Atlanta und Washington. Für seine 2008 erschienene CD Echoes from Ugarit interpretierte er die ältesten Noten der Welt, die aus der Bronzezeit stammen und im syrischen Ugarit entdeckt wurden.
Seit dem Jahre 2012 widmet er seine Musik den „Menschen in Syrien und ihrem edlen Wunsch nach Freiheit - besonders den Menschen in Homs“.

## Albums
- 2009 – Echoes from Ugarit
- 2012 – Emessa (Homs)